# تتسویا چینن
تتسویا چینن (ژاپنی: 知念 哲矢؛ زادهٔ ۸ نوامبر ۱۹۹۷) یک بازیکن فوتبال اهل ژاپن است.
از باشگاه‌هایی که در آن بازی کرده‌است می‌توان به باشگاه فوتبال ریوکیو اشاره کرد.